# Федотовский, Степан Иванович
Степа́н Ива́нович Федото́вский (1867, дер. Жар, Вологодская губерния — ?) — крестьянин, депутат Государственной думы I созыва от Вологодской губернии.

## Биография
Крестьянин деревни Жар Богоявленской волости Великоустюгского уезда Вологодской губернии. Окончил земское начальное училище. Волостной писарь. Беспартийный. «Мужчина 35-ти лет, с окладистой русой бородой, симпатичные глаза, одевается в пиджак и сапоги. По словам знакомых, человек простой, честный, „понимающий“… Победой на выборах был весьма удивлен и обескуражен. Политические запросы ограничиваются незамедлительным принятием закона о земле».
26 марта 1906 года избран в Государственную думу I созыва от общего состава выборщиков Вологодского губернского избирательного собрания. По одним данным вошёл в группу Партии демократических реформ, но трудовики в издании «Работы Первой Государственной Думы» политическую позицию Федотовского характеризуют как «Беспартийный, правый» с оговоркой, что такая характеристика относится к тем депутатам, которые поселившись на казенной квартире Ерогина, остались беспартийными или примкнули к правым партиям. Активного участия в работе Думы не принимал. Ориентировался на предводителя вологодского дворянства, депутата Н. Н. Андреева, «с которым совещался и голосовал по всем вопросам в согласии и полном единении». Крестьяне Сычёвской волости Вологодского уезда направили в Думу телеграмму: «Приветствуем члена трудовой группы Щипина, выражаем своё недоверие и порицание забывшим свои обещания Андрееву, Мартьянову, Федотовскому, Шемякину. Могли бы подтвердить тысячью подписей».
После депутатской деятельности продолжил службу волостным писарем. Имел крепкое хозяйство: 30 га земли, три избы и четыре подсобных постройки, лошадь, три телеги, три коровы с телёнком, две овцы и две свиньи. В летнее время нанимал двух работников с полным содержанием.
Дальнейшая судьба и дата смерти неизвестны.

## Семья
Женат, имел дочь.